# ロドルフ・ウィッツマン
ロドルフ・ウィッツマン（Rodolphe Paul Marie Wytsman、1860年3月11日 – 1927年11月2日）はベルギーの印象派の画家である 。ベルギーの前衛的な画家のグループ「20人展」の創立メンバーの一人になった。

## 略歴
オースト＝フランデレン州のデンデルモンデに生まれた。父親はオーストリアから移ってきて、貿易関係の仕事をしていた。母親はヘントの出身であった。父親は学問や音楽に興味があり、音楽家のフランソワ＝オーギュスト・ジュヴァールやペーテル・ブノワ、フランスの文学者のヴィクトル・ユーゴーとも友人であった。父親はウィッツマンが9歳か10歳の1870年に亡くなり、その後家族は母親の故郷に移った。
1973年にヘントの美術学校で、静物画や花の絵を得意とする画家のジャン・カプニック(Jean Capeinick: 1838–1890)に学んだ。この学校ではテオ・ファン・レイセルベルヘ(1862-1926)も学んでいる。繊維会社で働き始め絵の修行を中断したが、3年後再び、修行を始め、 Théodore-Joseph CanneelやJulius De Keghelらに学んだ。テオ・ファン・レイセルベルヘやギュスターヴ・ヴァネーズ(1854-1902)、版画家のArmand Heins (1856–1938)と友人になり、この頃は写実的なスタイルでヘント近郊の風景画を描いていた。
その後、ブリュッセルに移り、ブリュッセル王立美術アカデミーでジャン＝フランソワ・ポルテールやジョゼフ・スタラールト、ジョセフ・ファン・セーフェルドンクに学んだ。同時期のブリュッセルの美術アカデミーの学生にはテオ・ファン・レイセルベルヘやフランツ・シャルレ(1868-1928)やジェームズ・アンソール(1860-1949)、ギヨーム・ヴァン・ストリドンク(1861-1937)がいた。ブリュッセル王立美術アカデミー出身者が母体となった美術家グループ、「L'Essor(発展)」の芸術家たちとも交流した。1881年に美術アカデミーを卒業し、ヘントの展覧会に出展を始めた。
1882年にかつての父親の友人の支援を受けてイタリアに旅し、ローマやナポリを訪れ、1883年にはギュスターヴ・ヴァネーズとヘントの展覧会に出展し、1883年以降、夏はに影響力のある芸術家が集まったベルギーのウェスト＝フランデレン州の避暑地のクノック＝ヘイストで過ごした。クノックにはアンソールやアンナ・ボック、フェリシアン・ロップス、カミーユ・ピサロらも訪れた。
1883年に評論家のオクターヴ・モースが主導して設立された前衛的な画家のグループ「20人展」の創立メンバーの一人になった 。1887年まで20人展に出展したが、その後イジドール・ヴェルヘイデンとともに出展を止めた。
カプニックのスタジオで学んでいた時代に、画家のジュリエット・トリュルマン(Juliette Trullemans: 1866-1925)と知り合い、クノックでも会うようになり、1886年2月に結婚した。ジュリエットは結婚後も画家の仕事を続け、夫婦で国外を旅し、風景画を描いた。
1893年に「20人展」が解散した後、美術団体「ラ・リーブル・エステティーク（自由美学）」の展覧会に出展した。1900年のパリ万国博覧会のベルギー館の展覧会には、夫婦で作品を出展し、1908年にベルリンで開かれた「ベルギー美術展」にも出展した。1907年にワルシャワで開かれた美術展にも他のベルギー人画家とともに出展した。第一次世界大戦が始まり、多くの人々がベルギーから避難した時、ウィッツマンはオランダのロッテルダムに避難した。ロッテルダムでベルギー人芸術家の展覧会を開き、苦しい境遇のベルギー人芸術家を支援した。
戦争が終わった後、帰国し、フラームス＝ブラバント州のリンケベーク(Linkebeek)で暮らし、そこで亡くなった。

## 作品

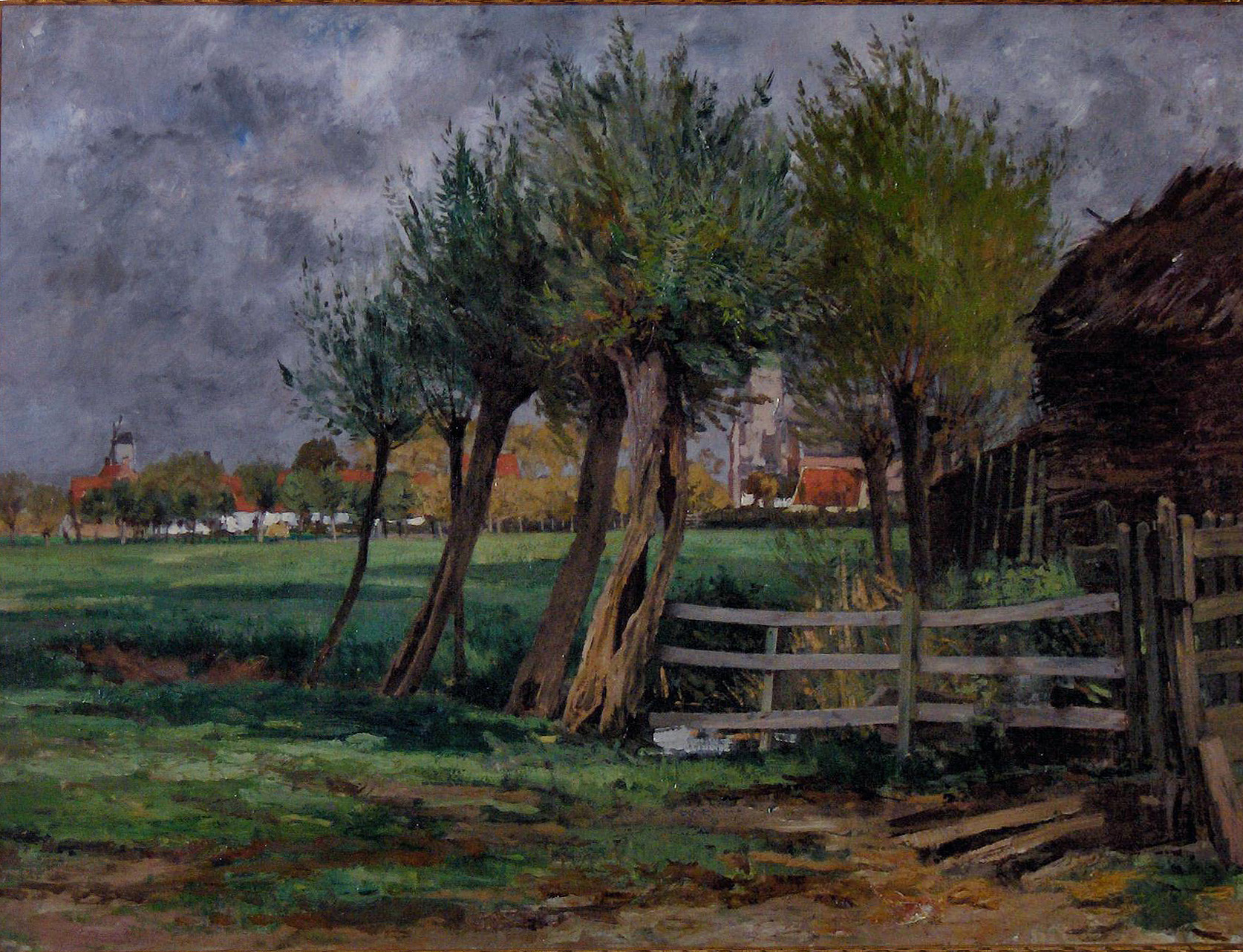
「田園風景」
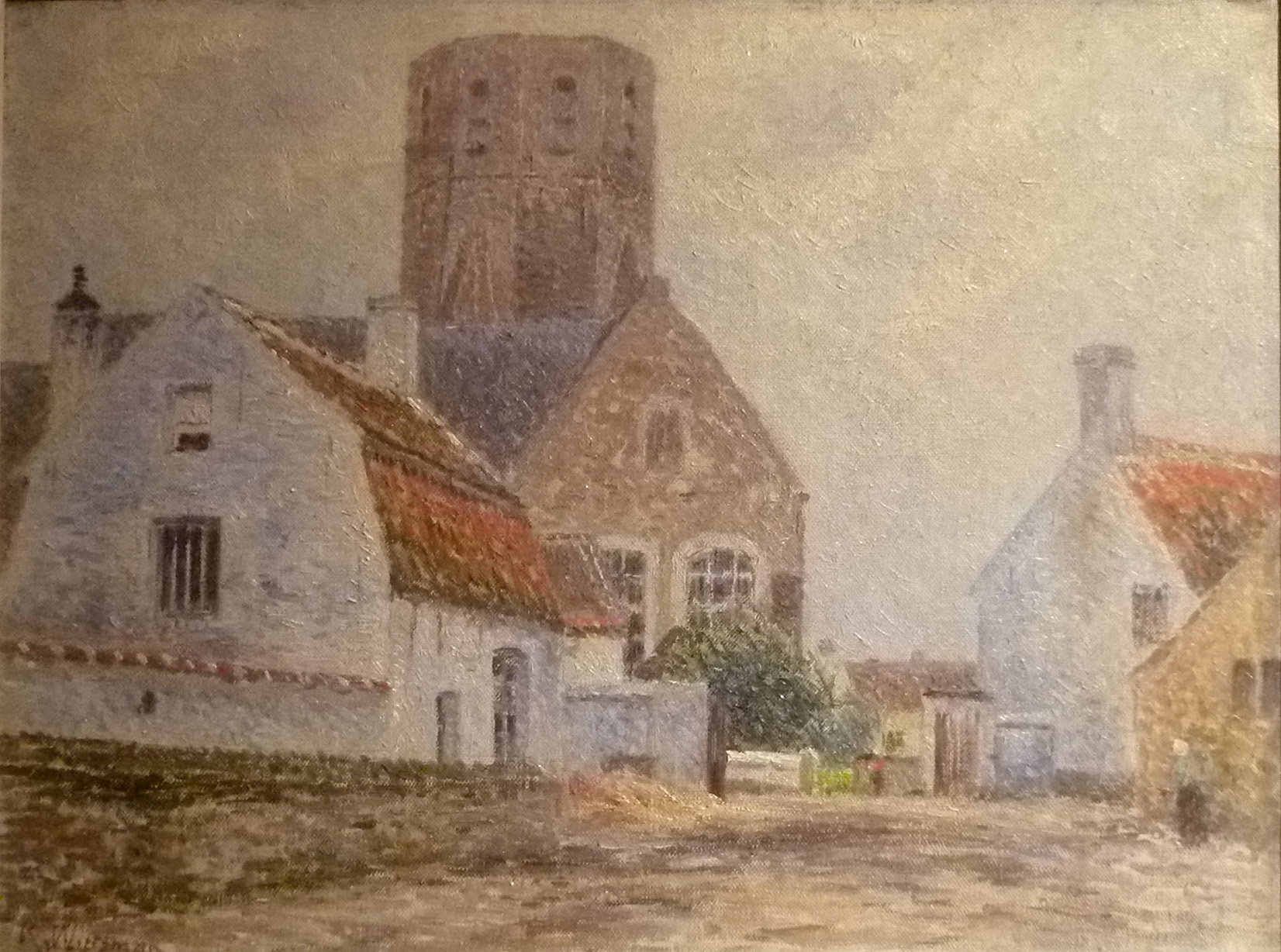
ヴェストカペレの聖ニコラス教会
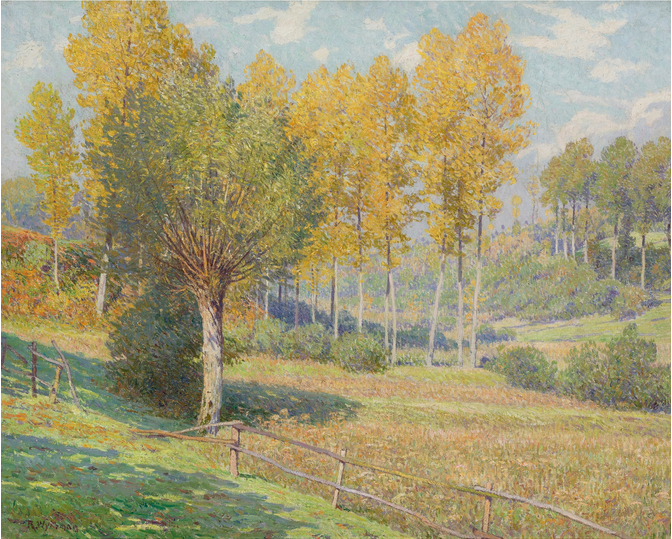
風景